# Al-Kahraba
El Al-Kahraba (en árabe: نادي الكهرباء العراقي) es un club de fútbol de Irak, de la ciudad de Bagdad. Fue fundado en 1974 y juega en la Liga Premier de Irak. 

## Historia
El equipo fue fundado en 1974 como Al-Kahraba Electric Club. También se le conoce como Al-Kahraba Football Club. Desde su fundación el equipo invirtió en otros deportes. Actualmente tiene una sección de fútbol y otra de baloncesto.

## Uniforme
- Uniforme titular: Camiseta, pantalón y medias amarillas.
- Uniforme alternativo: Camiseta blanca con mangas amarillas, pantalón amarillo y medias amarillas.

## Estadio
El Al-Kahraba juega en el Estadio Al-Kahraba. 